# Diócesis de Ilorin
La diócesis de Ilorin (en latín: Dioecesis Ilorinensis y en inglés: Roman Catholic Diocese of Ilorin) es una circunscripción eclesiástica de la Iglesia católica en Nigeria. Se trata de una diócesis latina, sufragánea de la arquidiócesis de Ibadán. Desde el 1 de enero de 2022 es sede vacante y su administrador diocesano es el presbítero Anselm Pendo Láwàní.

## Territorio y organización
La diócesis tiene 32 500 km² y extiende su jurisdicción sobre los fieles católicos de rito latino residentes en la casi totalidad del estado de Kwara.
La sede de la diócesis se encuentra en la ciudad de Ilorin, en donde se halla la Catedral de San José.
En 2021 en la diócesis existían 39 parroquias.

## Historia
La prefectura apostólica de Ilorin fue erigida el 20 de enero de 1960 con la bula Qui summam catholicarum del papa Juan XXIII, derivando el territorio de la diócesis de Ondo.
El 29 de mayo de 1969 la prefectura apostólica fue elevada a diócesis con la bula Verba sanctissima del papa Pablo VI.
El 15 de diciembre de 1995 cedió una parte de su territorio para la erección de la prefectura apostólica de Kontagora (hoy diócesis de Kontagora) mediante la bula Constat in finibus del papa Juan Pablo II.
Originariamente sufragánea de la arquidiócesis de Kaduna, en 2009 pasó a ser sufragánea de la arquidiócesis de Ibadán.

## Estadísticas
Según el Anuario Pontificio 2022 la diócesis tenía a fines de 2021 un total de 25 950 fieles bautizados.
| Año                                                                             | Población            | Población | Población      | Sacerdotes | Sacerdotes    | Sacerdotes    | Bautizados por sacerdote | Diáconos permanentes | Religiosos | Religiosos | Parroquias |
| Año                                                                             | Bautizados católicos | Total     | % de católicos | Total      | Clero secular | Clero regular | Bautizados por sacerdote | Diáconos permanentes | Varones    | Mujeres    | Parroquias |
| ------------------------------------------------------------------------------- | -------------------- | --------- | -------------- | ---------- | ------------- | ------------- | ------------------------ | -------------------- | ---------- | ---------- | ---------- |
| 1970                                                                            | 12 100               | 1 200 000 | 1.0            | 15         |               | 15            | 806                      |                      | 16         | 6          |            |
| 1980                                                                            | 23 300               | 1 529 000 | 1.5            | 18         | 1             | 17            | 1294                     |                      | 19         | 13         |            |
| 1990                                                                            | 44 350               | 1 372 000 | 3.2            | 24         | 7             | 17            | 1847                     |                      | 17         | 38         | 17         |
| 1999                                                                            | 56 772               | 1 887 828 | 3.0            | 30         | 23            | 7             | 1892                     |                      | 7          | 53         | 18         |
| 2000                                                                            | 58 803               | 1 396 515 | 4.2            | 31         | 24            | 7             | 1896                     |                      | 7          | 53         | 18         |
| 2001                                                                            | 58 803               | 1 396 515 | 4.2            | 40         | 33            | 7             | 1470                     |                      | 7          | 62         | 17         |
| 2002                                                                            | 22 650               | 250 000   | 9.1            | 41         | 34            | 7             | 552                      |                      | 9          | 32         | 17         |
| 2003                                                                            | 26 642               | 280 000   | 9.5            | 42         | 33            | 9             | 634                      |                      | 17         | 63         | 18         |
| 2004                                                                            | 25 500               | 1 260 000 | 2.0            | 40         | 33            | 7             | 637                      |                      | 16         | 72         | 18         |
| 2006                                                                            | 28 000               | 1 330 000 | 2.1            | 39         | 36            | 3             | 717                      |                      | 5          | 64         | 18         |
| 2013                                                                            | 22 420               | 2 762 000 | 0.8            | 49         | 44            | 5             | 457                      |                      | 7          | 173        | 21         |
| 2016                                                                            | 23 885               | 2 719 000 | 0.9            | 45         | 42            | 3             | 530                      |                      | 17         | 218        | 30         |
| 2019                                                                            | 28 100               | 2 905 500 | 1.0            | 55         | 44            | 11            | 510                      |                      | 97         | 139        | 30         |
| 2021                                                                            | 25 950               | 3 055 525 | 0.8            | 53         | 42            | 11            | 489                      |                      | 97         | 63         | 39         |
| Fuente: Catholic-Hierarchy, que a su vez toma los datos del Anuario Pontificio. |                      |           |                |            |               |               |                          |                      |            |            |            |

## Episcopologio
- William Mahony, S.M.A. † (6 de diciembre de 1960-20 de octubre de 1984 renunció)
- John Olorunfemi Onaiyekan (20 de octubre de 1984-7 de julio de 1990 nombrado obispo coadjutor de Abuya)
- Ayo-Maria Atoyebi, O.P. † (6 de marzo de 1992-11 de junio de 2019 renunció)
- Paul Adegboyega Olawoore † (11 de junio de 2019 por sucesión-1 de enero de 2022 falleció)